# NGC 497
NGC 497 è una galassia a spirale barrata situata nella costellazione della Balena a una distanza di circa 336 milioni di anni luce dal Sistema solare.
Fu scoperta il 6 novembre 1882 da Édouard Stephan.